# 鄭之琮
鄭之琮（？—？），直隶南和人，清朝政治人物。进士出身。
康熙二十四年，登進士。康熙三十三年，擔任廣東廣州府永安縣知縣（現紫金縣知縣）。后由彭殉接任。